# Calle Järnkrok
Calle Järnkrok (Gävle, 25 settembre 1991) è un hockeista su ghiaccio svedese.

## Palmarès

### Mondiali
- 2 medaglie:
  - 1 oro (Svezia/Finlandia 2013)
  - 1 bronzo (Bielorussia 2014)